# Michel Laurencin
Pour les articles homonymes, voir Laurencin.
Michel Laurencin, né le 20 octobre 1944 à Langeais et mort le 8 janvier 2023 à Tours, est un historien français, spécialiste de l'histoire de la Touraine.

## Biographie
Agrégé d'histoire et docteur ès lettres, il devient successivement professeur au lycée d'Amboise, au lycée Balzac (Tours) en 1972, à l'Université du Caire en 1975, à l'Institut français du Royaume-Uni (Londres) en 1978, au Prytanée national militaire (La Flèche) en 1984, en classes préparatoires aux grandes écoles au Lycée Descartes (Tours) en 1996.
Il est membre du Conseil supérieur des Français de l'étranger et de la Société archéologique de Touraine, membre titulaire et archiviste de l'Académie des sciences, arts et belles-lettres de Touraine, archiviste des Archives diocésaines de Tours, président de la Commission de l'Enseignement, de la Culture et de l'Information (1982-1984) et de la Fédération des professeurs français résidant à l'étranger (1982-2008), vice-président de l'Association Marie-Guyart

## Publications
- « L'aqueduc gallo-romain de Luynes et l'antique cité de Malliacum (Indre-et-Loire) », dans Revue archéologique du Centre, tome 6, fascicule 3, 1967, p. 195-204 Lire en ligne.
- La vie quotidienne en Touraine au temps de Balzac, Paris, Hachette, 1980, 335 p. (collection : La Vie quotidienne) ; prix Mottart de l’Académie française en 1981[3] ; réédition : Pau, éditions Cairn, 2008  (ISBN 978-2-35068-099-6).
- Dictionnaire biographique de Touraine, Chambray-lès-Tours, CLD, 1990, 607 p.  (ISBN 2-85443-210-X).
- « Le couvent de Jésus-Maria et les Minimes du Plessis-lès-Tours depuis la fin du XVe siècle », dans Bulletin de la Société archéologique de Touraine, n° 44, 1995.
- En Touraine à l'aube du XXe siècle : un enfant du Véron, Gilbert Plouzeau (1900-1975), présentation par Michel Laurencin, Saint-Cyr-sur-Loire, A. Sutton, 2002, 96 p. (collection : Témoignages et récits)  (ISBN 2-84253-809-9).
- Le Lycée Descartes. Histoire d'un établissement d'enseignement à Tours, 1807-2007 : édition du bicentenaire, Tours, 256 p.  (EAN 9782952759007).

## Distinctions

### Décorations
- Chevalier de la Légion d'honneur
- Chevalier de l'ordre national du Mérite
- Officier de l'ordre des Palmes académiques

### Récompense
- Prix Mottart (1981)